# Joseph Rumeau

Joseph Rumeau, né à Tournon-d'Agenais le 11 janvier 1849 et mort le 9 février 1940 à Angers, est un prélat français.

## Biographie
Ordonné prêtre le 25 mai 1872, nommé évêque d'Angers le 7 juillet 1898, il reçoit ses bulles le 28 novembre suivant. Il est sacré le 2 février 1899 par Charles-Évariste-Joseph Cœuret-Varin, évêque d'Agen, assisté de François-Désiré Mathieu, archevêque de Toulouse, et Pierre-Marie-Frédéric Fallières, évêque de Saint-Brieuc et Tréguier. Il reste évêque d'Angers jusqu'à son décès intervenu le 9 février 1940. Jean Camille Costes lui succède.

## Armes
D'azur au chevron d'or adextré en chef d'une clé d'argent et senestré de même d'une tour donjonnée aussi d'argent, accompagné en pointe d'une gerbe d'or.

## Distinction
- Chevalier de la Légion d'honneur (28 février 1937)[1]